# Nepomuki Szent János-kápolna (Alsótömös)
Az alsótömösi Nepomuki Szent János-kápolna egy 18. századi római katolikus kápolna; a Tömösi-szoros legrégibb fennmaradt (és valószínűleg legelső) vallási épülete.

## Története
A 18. század során épült, de építésének, felszentelésenek pontos dátuma nem ismert. A szájhagyomány szerint 1781. április 6-án VI. Piusz pápa búcsújáró hellyé nyilvánította, és augusztus 1-ét javasolta szentségimádási napjának. A pápai levelet Batthyány Ignác püspök is ellenjegyezte. Bár ezt a tényt több pap is megerősítette, a levelet vagy annak másolatát nem sikerült megtalálni a brassói templomok archívumaiban.
A kápolna a 21. század elején is jó állapotban van, és rendszeresen miséznek benne.

## Leírása
A Keresztényhavas alatt, a Predeálhoz tartozó Alsótömös déli részén, a Vama Mare-patakot követő erdészút egyik elágazásánál található.
Egyhajós, 15 × 9 méter alapterületű, fehérre meszelt épület. Délnyugatra néző szentélye félkörös záródású, bejárata az északkeleti oldalon található, felette kis fatorony van. Teteje cseréppel fedett. Kertjében néhány régi, 19–20. századi sír van, az épülettől délre pedig Nepomuki Szent János kőszobra. Beltere egyszerű, egyik festménye szintén Nepomuki Szent Jánost ábrázolja.
Alsótömösön az 1990-es években még több, mint százan vallották magukat római katolikusnak, azonban számuk azóta lehanyatlott. Havonta kétszer miséznek (a hónap második és negyedik vasárnapján). A brassói Szent Kereszt Felmagasztalása-templom leányegyháza.

## Képek

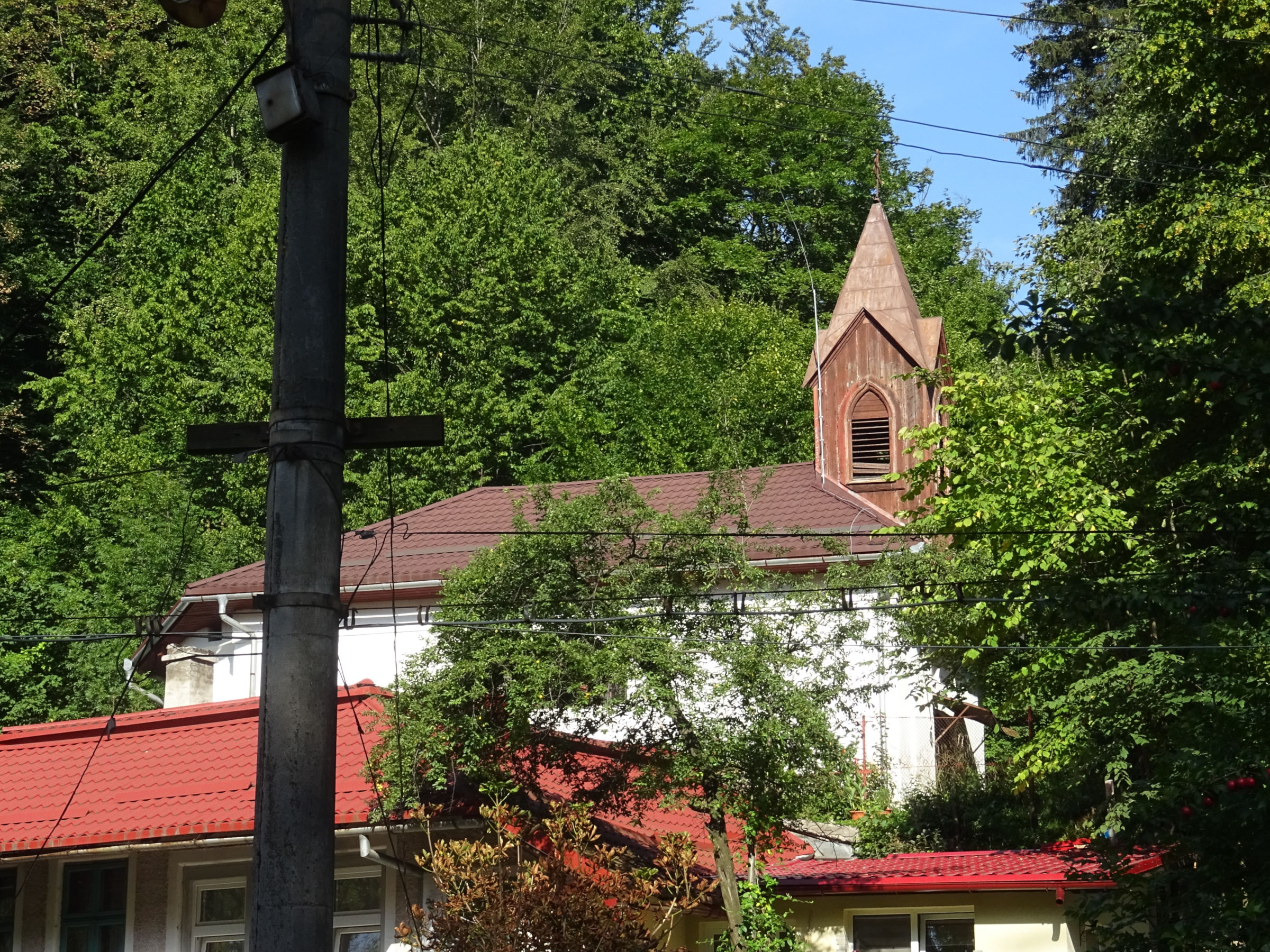
Az épület a főút közeléből
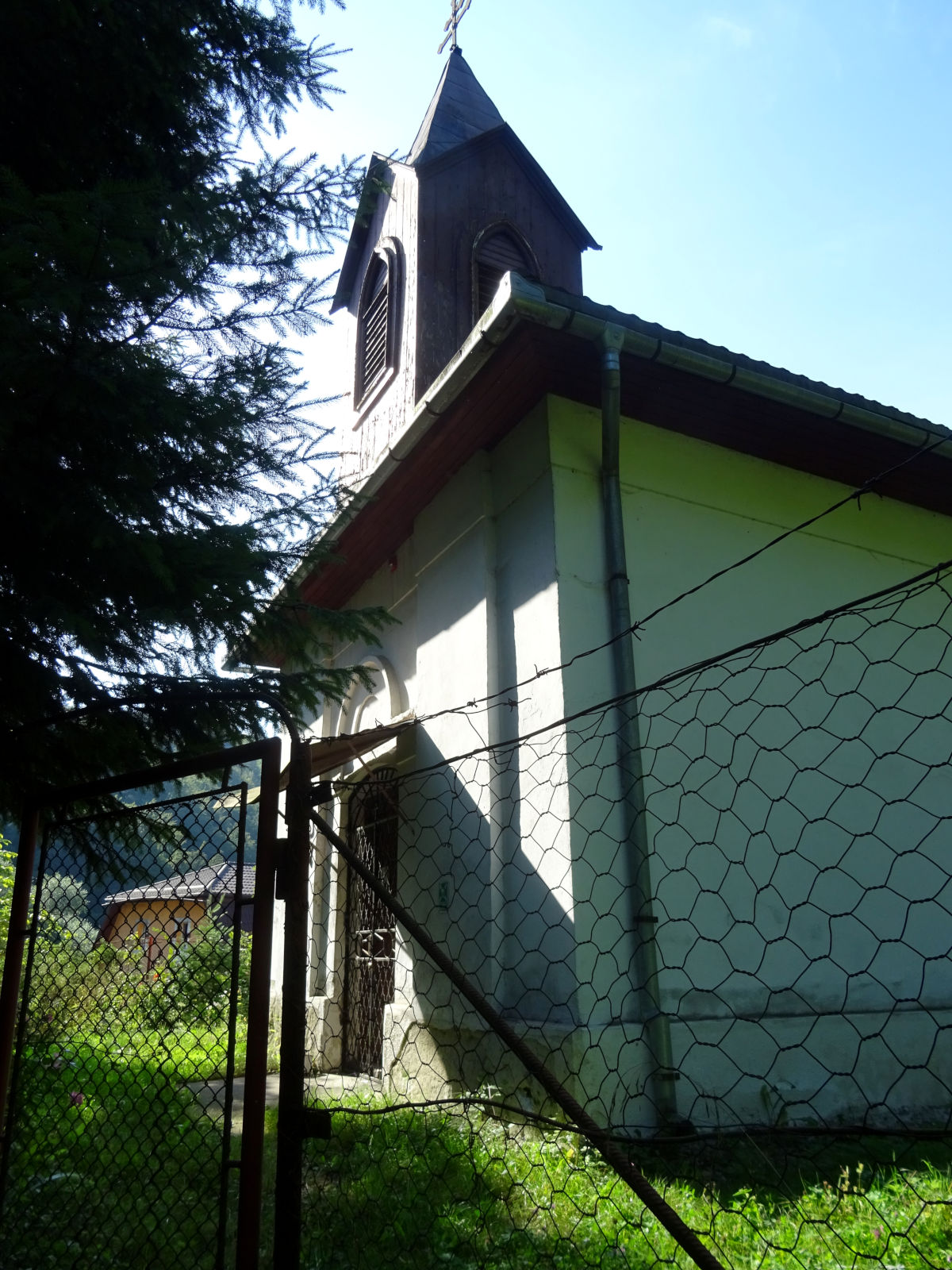
Bejárata
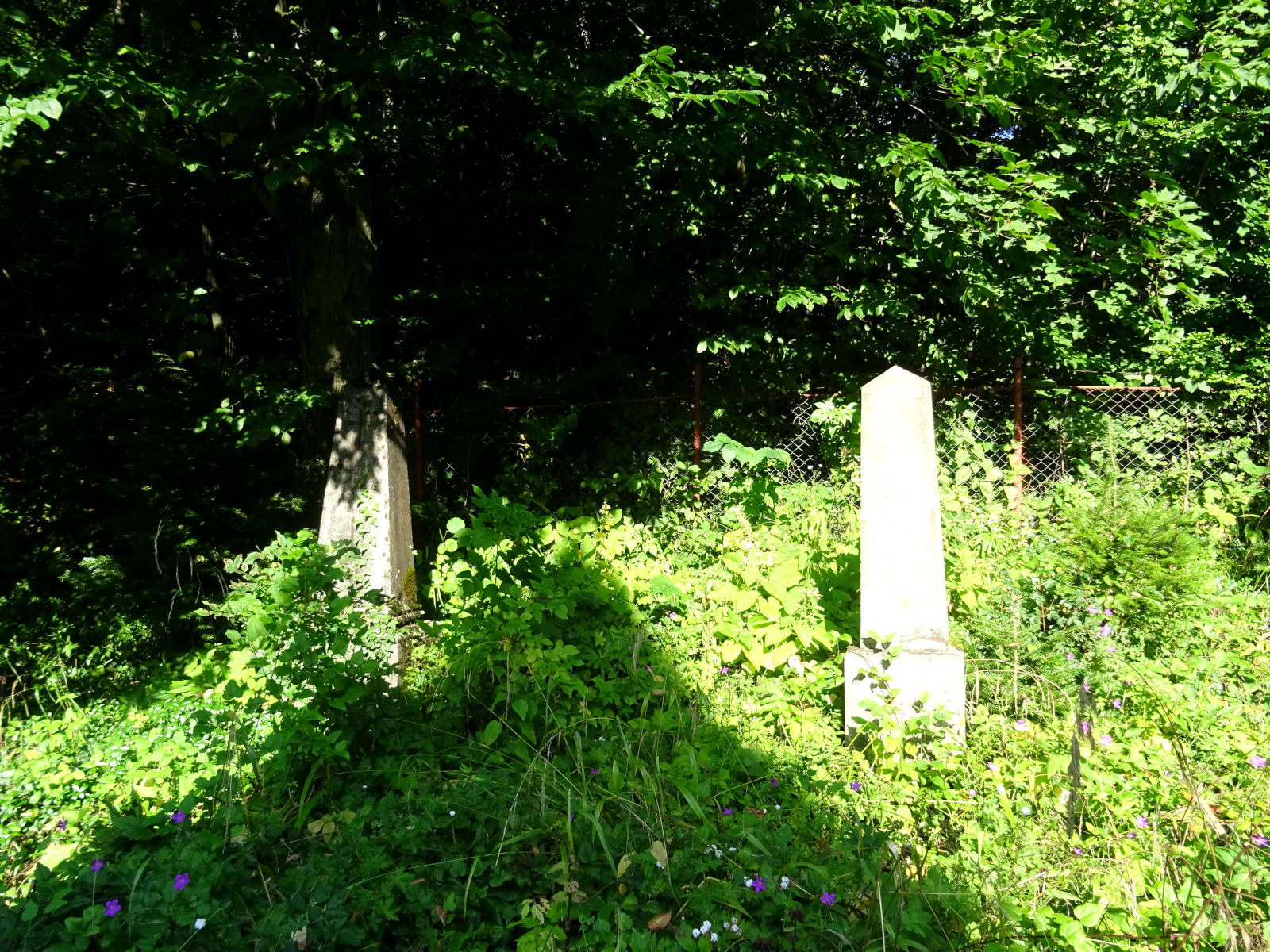
Sírkövek
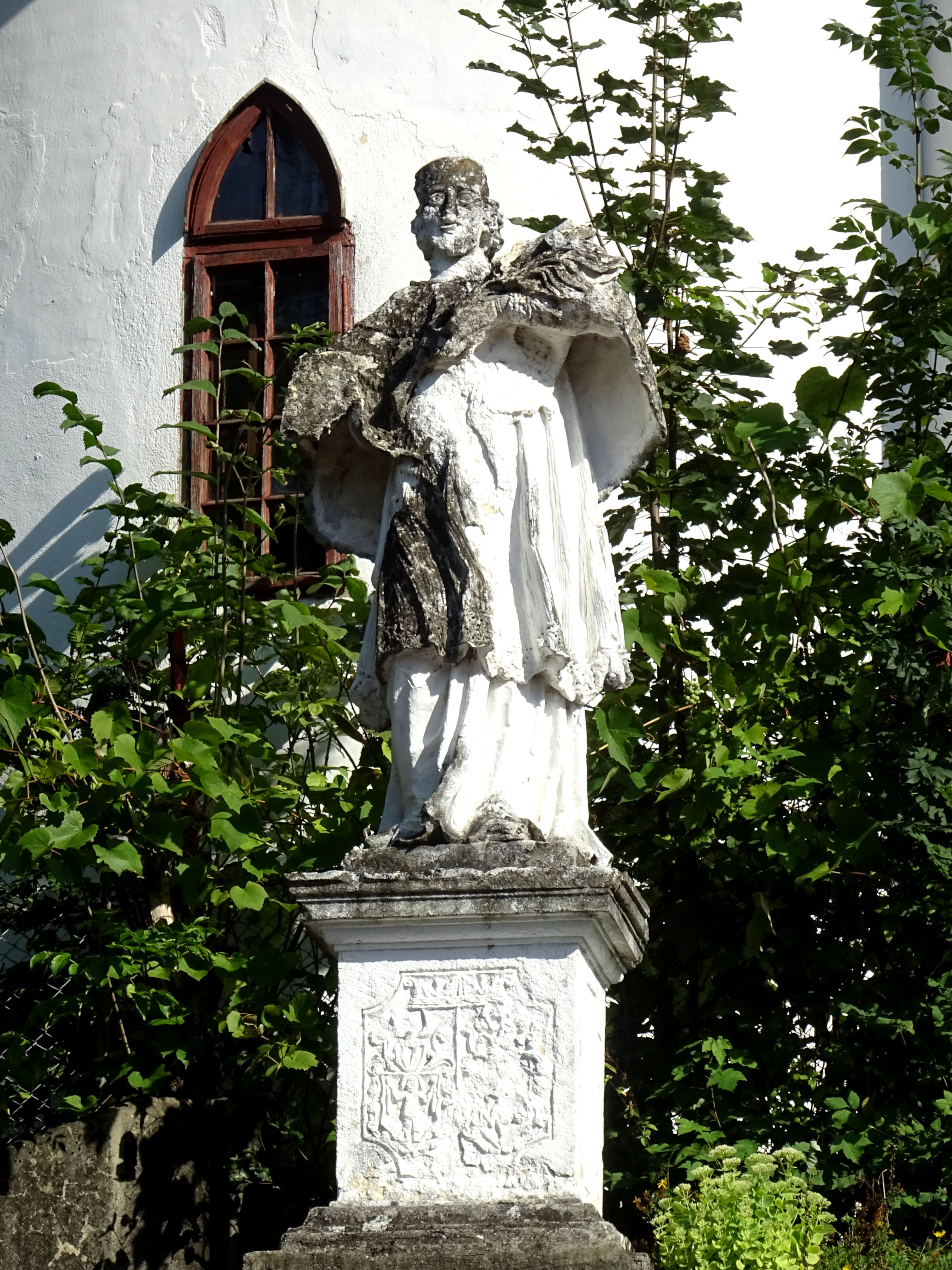
A Nepomuki-szobor